# 侯建良
侯建良（1945年3月—），男，汉族，山东章丘人，中华人民共和国政治人物，曾任中华人民共和国人事部副部长。